# Рожнятовиці
Рожнятовиці (пол. Rożniatowice) — село в Польщі, у гміні Дружбиці Белхатовського повіту Лодзинського воєводства.
Населення — 167 осіб (2011).
У 1975-1998 роках село належало до Пйотрковського воєводства.

## Демографія
Демографічна структура станом на 31 березня 2011 року:
|          | Загалом | Допрацездатний вік | Працездатний вік | Постпрацездатний вік |
| -------- | ------- | ------------------ | ---------------- | -------------------- |
| Чоловіки | 85      | 14                 | 64               | 7                    |
| Жінки    | 82      | 16                 | 42               | 24                   |
| Разом    | 167     | 30                 | 106              | 31                   |